# FAES Farma
FAES Farma ist ein börsennotiertes spanisches Unternehmen der pharmazeutischen Industrie. 
Das Unternehmen wurde 1933 im baskischen Lamiaco bei Bilbao gegründet. In der Anfangszeit wurde hauptsächlich Neoarsenobenzol zur Behandlung der Syphilis hergestellt, jedoch wurde das Produktionsprogramm sehr schnell um weitere Produkte gegen eine Vielzahl von Krankheiten erweitert. Wurden in den 1960er Jahren auch noch Unkrautvertilger oder Insektizide hergestellt, so fokussierte sich das Unternehmen ab den 1970er Jahren zusehends auf seine pharmazeutischen Produkte. Der Hauptsitz des Unternehmens befand sich zwischenzeitlich in der Landeshauptstadt Madrid, in Bilbao wurde ein Forschungszentrum betrieben. Unternehmenssitz sowie Produktion und Forschung befinden sich heute gebündelt im baskischen Leioa. In Madrid wird weiterhin ein Standort unterhalten. Die Unternehmensdivision FARM Faes ist auf die Herstellung von Futtermitteln für die Tierernährung spezialisiert.